# Pygophora enigma
Pygophora enigma är en tvåvingeart som beskrevs av Crosskey 1962. Pygophora enigma ingår i släktet Pygophora och familjen husflugor. Inga underarter finns listade i Catalogue of Life.